# Kálmán Kalocsay

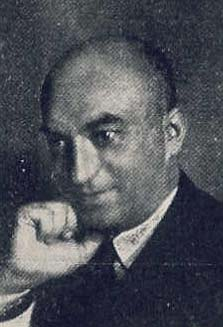
Kálmán Kalocsay

Kálmán Kalocsay, född 6 oktober 1891 i Abaújszántó, död 1976, var en ungersk esperantospråkig poet, översättare och redaktör som hade stort inflytande på esperantolitteraturens utveckling och på språket självt. Hans namn förekommer på esperanto ofta i formen Kolomano.
Kalocsay studerade medicin och blev sedan chefskirurg vid ett viktigt sjukhus i Budapest. Det sägs att han lärde sig både esperanto och ido i ungdomen men inriktade sig på esperanto. 1921 utgavs hans första poesibok, Mondo kaj Koro.  Ett årtionde förflöt innan hans samling Strecxita Kordo utkom. Den betraktas som en av de mest framstående diktsamlingarna på esperanto. 
De flesta anser att han också var författaren till Sekretaj Sonetoj ("hemliga sonetter", en samling erotiska sonetter) under pseudonymen Peter Peneter.
Kalocsay vägledde esperantolitteraturen genom tidskriften Literatura Mondo. Den grupp författare som bildades runt tidskriften på 1930- och 1940-talen kallades Budapestskolan. 
Kalocsays verk om litteratur- och språkvetenskap omfattar det stora verket Plena Gramatiko de Esperanto, och Parnasa Gvidlibro, skrivna tillsammans med Gaston Waringhien, och stilhandledningen Lingvo Stilo Formo.
Kalocsay ombesörjde esperantoencyklopedin Enciklopedio de Esperanto i två band.

## Diktsamlingar
- Mondo kaj Koro, 1921
- Strecxita Kordo
- Rimportretoj
- Izolo